# Donggar
Donggar (em chinês:  东嘎乡) é uma aldeia e município do distrito de Samzhubzê (Cidade de Shigatse), na Região Autônoma do Tibete na China. Na época do censo de 2010, o município tinha uma população de 8.625 habitantes e uma área de 428 quilômetros quadrados. A partir de 2013, teve 28 aldeias sob sua administração.